# Gladys Gillem
Gladys Gillem Wall (Birmingham, Alabama; 6 de enero de 1920 – Pensacola, Florida; 12 de agosto de 2009), también conocida como Gladys "Killem" Gillem o Gladys "Kill 'Em" Gillem, fue una luchadora profesional estadounidense.

## Biografía
Nació en Birmingham, Alabama, hija de Fred y Clara Gillem. Mientras estaba en la escuela secundaria ganó el campeonato estatal de sóftbol junto a su equipo. Tras el fallecimiento de su padre, cuando ella tenía 19 años, Gillem se encargó de cuidar a su madre, que era inválida.
Se inspiró para comenzar una carrera en la lucha libre profesional después de ver luchar a Mildred Burke. Fue entrenada en Tennessee por Wilma Gordon, y comenzó a luchar en espectáculos de carnaval. Además de luchar con hombres y mujeres, Gillem luchó con osos y caimanes como parte de su acto. Finalmente encontró trabajo con el grupo de luchadoras femeninas del promotor Billy Wolfe, marido de Mildred Burke, en 1942. A menudo era oponente de Burke, luchando con ella por el Campeonato Mundial Femenino, pero Burke nunca dejó que la venciera. Actuó en esta capacidad hasta su retiro en 1962. Durante su tiempo con la promoción desarrolló una relación sexual con Wolfe.
Durante un combate de lucha libre profesional, uno de sus ojos se salió de su cavidad. Además, a lo largo de su carrera desarrolló una llaga similar a una coliflor en la parte posterior de su cabeza debido a los golpes que recibía en el ring. Gillem fue una de las entrevistadas principales para la película Lipstick and Dynamite, Piss and Vinegar: The First Ladies of Wrestling (2004), un documental sobre los primeros días de la lucha libre femenina en América del Norte.
Después de dejar la lucha libre se dedicó a la equitación y trabajó como trapecista. Posteriormente se convirtió en domadora de leones y luchó con caimanes.
Gillem se sometió a una cirugía de bypass cardíaco en 2003. El 12 de agosto de 2009, murió de enfermedad de Alzheimer en su casa en Pensacola, Florida.

## Vida personal
Conoció a su esposo John Wall mientras trabajaba para el circo de los hermanos Bailey. La pareja tuvo tres hijos juntos: Kathleen Ann, John y Claire Fredrica. Su esposo murió mientras trabajaba como tramoyista en Broadway en Nueva York cuando una caja de 500 libras cayó sobre su cabeza.

## En otros medios
Gillem aparece en la película Queen of the Ring (2024) de Ash Avildsen, donde es interpretada por la actriz Deborah Ann Woll.